# إدفين هانسن
إدفين هانسن (بالدنماركية: Edvin Hansen)‏ هو لاعب كرة قدم ومدرب كرة قدم دنماركي، ولد في 21 يناير 1920 في Køge ‏ في الدنمارك، وتوفي في 30 مارس 1990. شارك مع منتخب الدنمارك لكرة القدم. أما مع النوادي، فقد لعب مع غريمسبي تاون.

## وصلات خارجية
- إدفين هانسن على موقع قاعدة بيانات كرة القدم.إي يو (الإنجليزية)
- إدفين هانسن على موقع ناشيونال فوتبول تيمز (الإنجليزية)
- إدفين هانسن على موقع عالم كرة القدم.نت (الإنجليزية)
- إدفين هانسن على موقع أوليمبيديا (الإنجليزية)